# Verticordia hughanii
Verticordia hughanii är en myrtenväxtart som beskrevs av Ferdinand von Mueller. Verticordia hughanii ingår i släktet Verticordia och familjen myrtenväxter. Inga underarter finns listade i Catalogue of Life.